# Avon (Wisconsin)
Avon è un comune degli Stati Uniti, situato in Wisconsin e in particolare nella Contea di Rock.